# Luís Pires, arcebispo de Braga
D. Luís Pires foi o trigésimo bispo do Porto, de 1454 a 1464 e centésimo quinto arcebispo de Braga. Nas Constituições sinodais do Arcebispado de Braga, de 1477, dava conta da degradação dos costumes nos conventos da sua jurisdição e, em especial, na vida comunitária.